# Zentralfriedhof Bad Godesberg

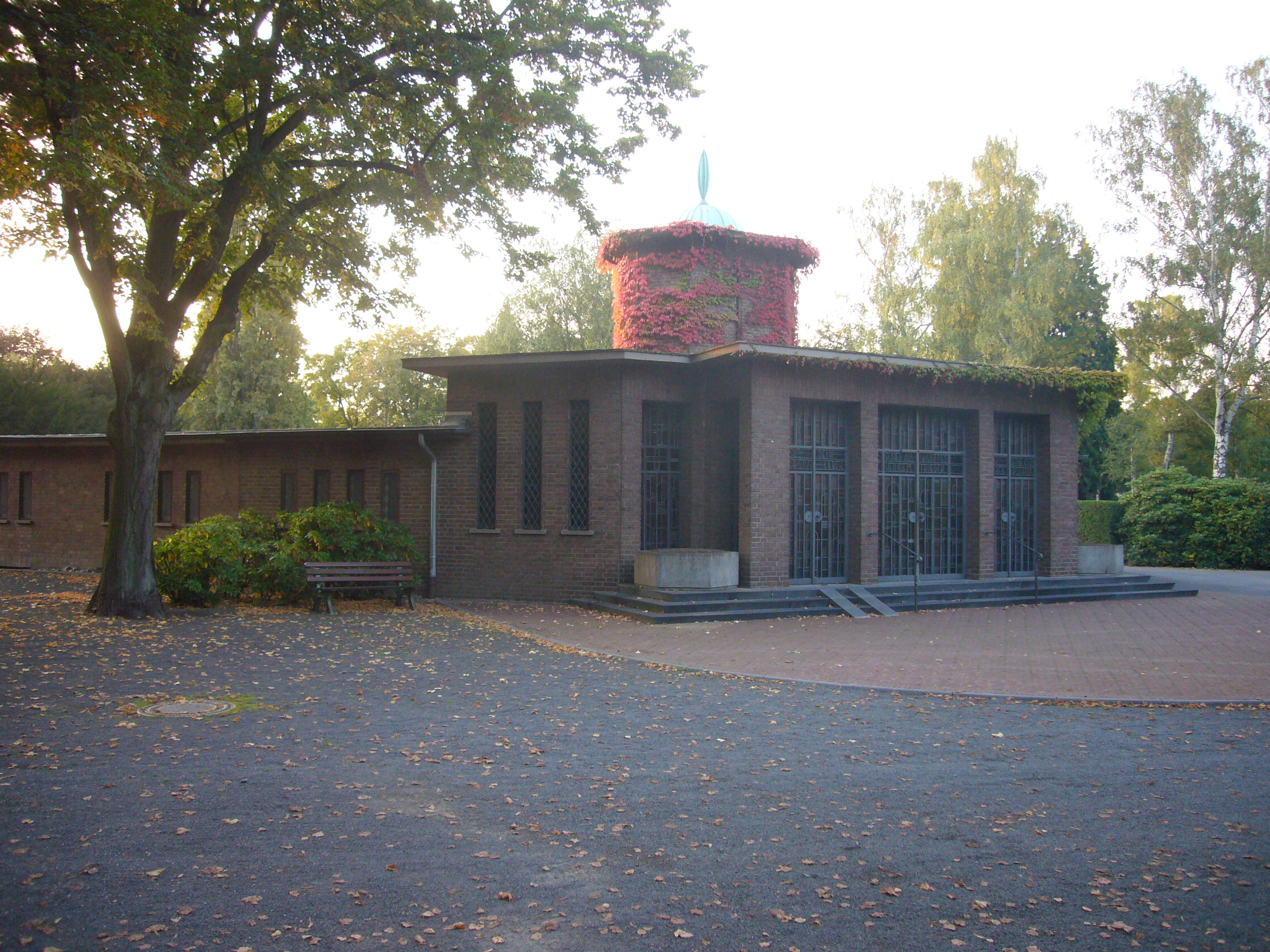
Kapelle und Leichenhalle auf dem Zentralfriedhof (2011)

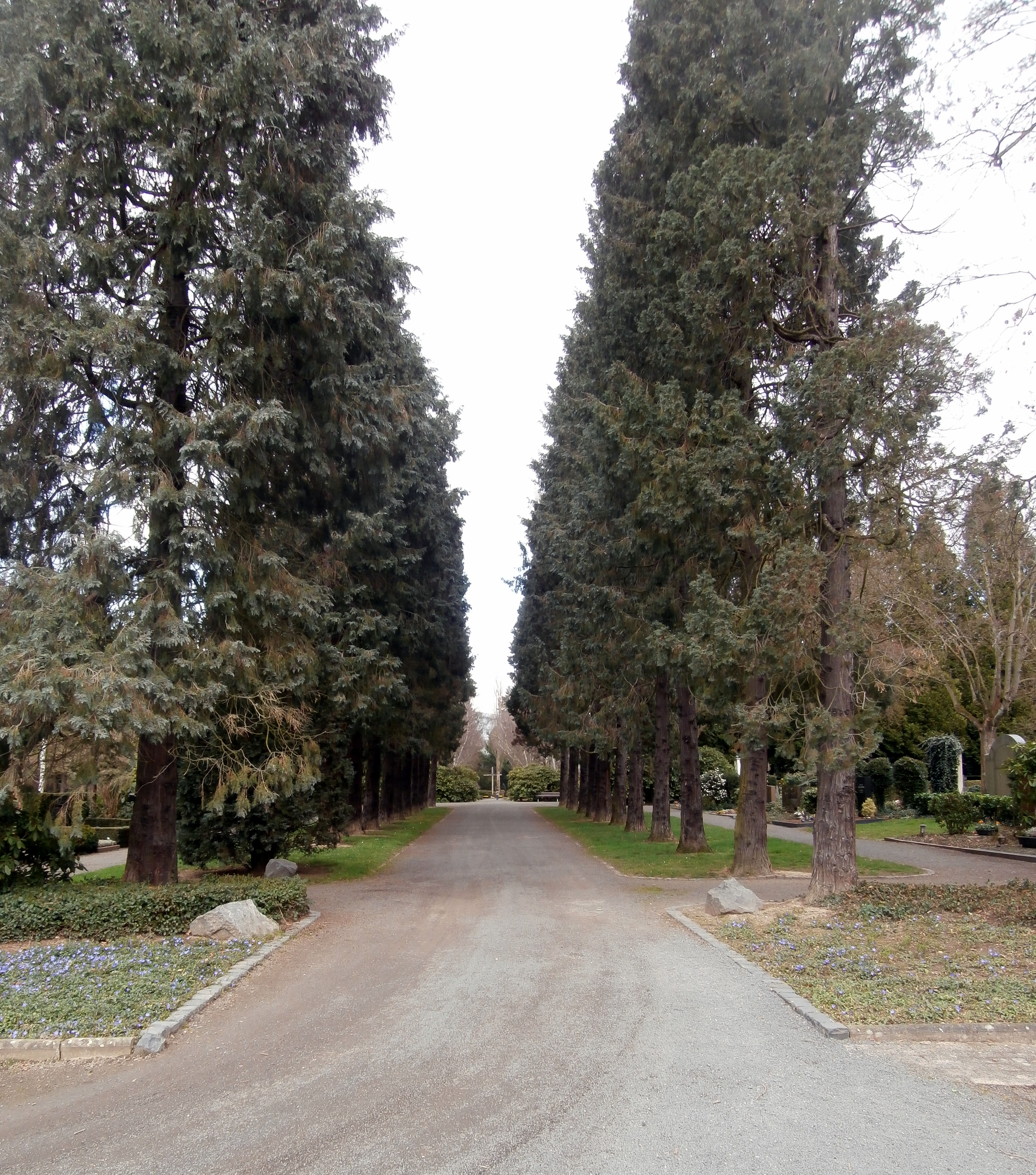
Baumreihe auf dem Zentralfriedhof

Der Zentralfriedhof von Bad Godesberg, einem Stadtbezirk von Bonn, liegt im Ortsteil Plittersdorf. Tor, Pförtnerhaus und Kapelle des Friedhofs stehen als Baudenkmal unter Denkmalschutz.

## Lage
Der Zentralfriedhof liegt im Norden des Ortsteils Plittersdorf in der Gemarkung Friesdorf. Er erstreckt sich auf einem dreieckigen Grundriss zwischen der Kennedyallee im Norden und Westen, der Gotenstraße im Süden und Osten sowie der Ahrstraße im Nordosten.

## Geschichte
Der Zentralfriedhof wurde ab 1924 zur Entlastung des an der Godesburg im Zentrum von Bad Godesberg gelegenen Burgfriedhofs angelegt. 1928 schrieb die damals eigenständige Stadt für die auf dem neuen Friedhof zu errichtenden Bauten einen Architektenwettbewerb aus, zu dem 12 Beiträge eingingen. Ein verwaltungsinternes Preisgericht entschied sich für einen von zwei anonym eingereichten Entwürfen des ortsansässigen Architekten Willy Maß. Dieser kam 1930 zur Ausführung. Dazu zählten eine Kapelle samt Leichenhalle und ein Pförtnerhaus, die sich stilistisch dem Expressionismus mit Elementen der Neuen Sachlichkeit zuordnen lassen und zu den wichtigsten Werken von Maß zählen.
Ursprünglich war die Leichenhalle rechts und links mit je drei bunten Glasfenstern und einem offenen Portikus ausgestattet. Nach 1933 wurden schmiedeeiserne Fenster und Türen mit Buntverglasung eingesetzt. Das Haupttor zum Friedhof war seinerzeit mit zwei Hakenkreuzen und einer heute abgeänderten Inschrift versehen.

## Beigesetzte Persönlichkeiten
- Rainer Barzel (1924–2006), deutscher Politiker
- Werner Flume (1908–2009), deutscher Rechtswissenschaftler
- Hans Globke (1898–1973), deutscher Verwaltungsjurist
- Karl Hamann (1903–1973), deutscher Politiker
- Andreas Hermes (1878–1964), deutscher Staatswissenschaftler und Politiker
- Alexander Knur (1897–1987), deutscher Jurist und Hochschullehrer
- Gustav Korkhaus (1895–1978), deutscher Zahnmediziner
- Georg Baron Manteuffel-Szoege (1889–1962), deutscher Politiker
- Werner Repenning (1915–1967), deutscher Brigadegeneral
- Karl Russell (1870–1950), deutscher Jurist und Politiker
- Hans-Jürgen Stumpff (1889–1968), deutscher Offizier
- Paul Wurster (1926–1994), deutscher Geologe
- Herbert Zachert (1908–1979), deutscher Japanologe
- Hans Graf von Lehndorff (1910–1987), deutscher Chirurg und Schriftsteller
- Karl-Rüdiger Durth (1941–2021), deutscher Theologe und Journalist